# Do You Like My Tight Sweater?
Do You Like My Tight Sweater? је деби албум дуа Молоко, објављен новембра 1995. На њему су се нашле три песме са ЕП албума Where is the What if the What is in Why? који је исте године објавила независна издавачка кућа и четрнаест нових песама.
Наслов албума је настао као подсећање на реченицу коју је певачица Рошин Мерфи изговорила Марку Бридону на журци на којој су се упознали: "Do you like my tight sweater?  See how it fits my body!" (Да ли ти се свиђа моја уска блуза? Види како ми пристаје!) Романтична и професионална веза потрајала је неколико следећих година.
Први сингл, "Fun for Me" се нашао и на албуму на коме је објављена музика из филма Бетмен и Робин.

## Списак песама
Све песме су написали и продуцентски део посла обавили Рошин Мерфи и Марк Бридон.
1. – 5:08
2. – 0:15
3. – 5:23
4. – 5:44
5. – 0:19
6. – 7:32
7. – 0:34
8. – 4:11
9. – 7:01
10. – 0:25
11. – 5:38
12. – 4:30
13. – 0:23
14. – 2:19
15. – 5:47
16. – 4:16
17. – 6:58